# 코코넛사일로
코코넛사일로는 현대자동차그룹의 사내 스타트업(ZER01NE Company Builder)으로 출발한 기업이다.